# الهجمات الإلكترونية على سريلانكا 2019
الهجمات الإلكترونية على سريلانكا هي سلسلة من الهجمات الإلكترونية القوية التي استهدفت 10 مواقع إلكترونية سريلانكا على الأقل وبالتحديد مواقع ملكية عامة تشمل (lk) و(com). تم تنفيذ الهجوم السيبراني في 19 مايو 2019 في اليوم التالي لمهرجان فيساك، وسط حظر وسائل التواصل الاجتماعي المؤقت المستمر في البلاد. تأثر الموقع الإلكتروني للسفارة الكويتية العاملة في سريلانكا بالهجمات الإلكترونية. تم إجراء التحقيقات من قِبل فريق سريلانكي متخصص في أجهزة الكمبيوتر لمواجهة حالات الطوارئ، إلى جانب فيلق إشارات سريلانكا. تم السيطرة على الهجمات الإلكترونية في غضون ساعات من بدأها.